# معدن سرب و روی نخلک

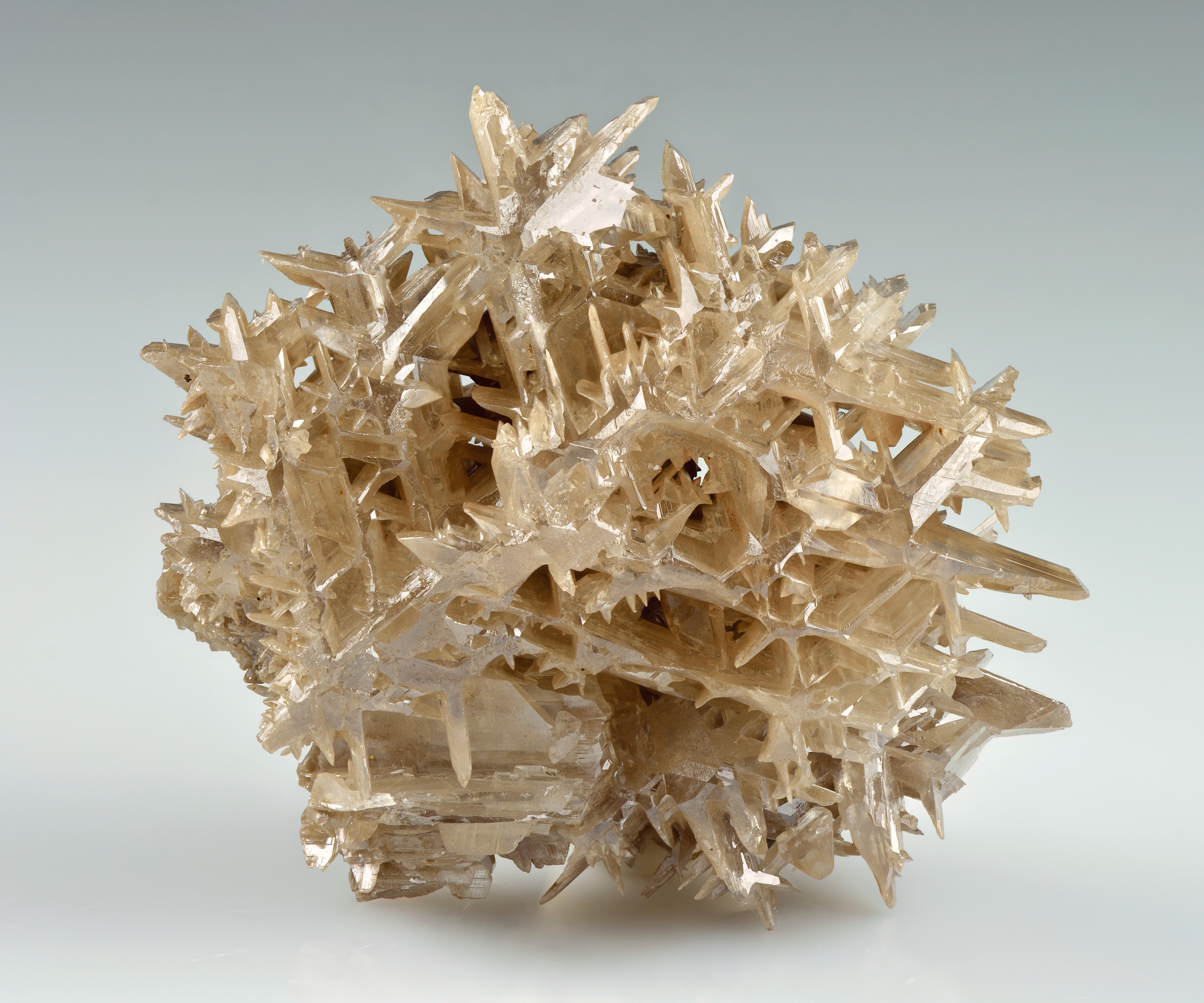
بلور سروزیت معدن نخلک انارک

مجتمع معدنی نخلک از معادن سرب ایران است.
معدن نخلک با بیش از ۲۰۰ نفر پرسنل شاغل در کیلومتر ۶۸ شهر انارک قرار دارد.
پیشینهٔ بهره‌برداری از این معدن را ۲ هزار سال دانسته‌اند.
سابقه راه اندازی کارخانه فرآوری این معدن به سال ۱۳۳۰ می‌رسد و می‌توان از آن به عنوان نخستین کارخانه فرآوری مواد معدنی ایران نام برد. ذخیره قطعی این معدن ۸۵۰ هزار تن برآورد شده‌است و میزان تولید سالیانه این معدن ۱۲۵۰ تن کنسانتره سرب می‌باشد.
این معدن در حال تبدیل شدن به نخستین موزه معادن ایران است و عملیات اجرایی این کار نیز آغاز شده‌است.